# Daniele Massaro
Daniele Massaro, italijanski nogometaš, * 23. maj 1961.
Za italijansko reprezentanco je odigral 15 uradnih tekem in dosegel en gol.